# Friedrich Schickendantz
Friedrich Schickendantz o Federico Schickendantz (1837, Alemania - 1896, Buenos Aires, Argentina) fue un químico y filósofo alemán nacionalizado argentino. Su gran caudal de conocimientos y la multiplicidad de disciplinas que desarrolló le valieron el apodo de El gran sabio alemán. Fue químico del Museo de La Plata y autor de varios libros sobre sus investigaciones en Argentina.

## Biografía
Se graduó de químico en la Universidad de Heidelberg y luego de filósofo en la Universidad de Múnich.
En 1861 se trasladó a Buenos Aires y entre 1862 y 1868 se dedicó a estudiar las minas de cobre, en especial la mina "Casa Lafone", en Pilciao, Andalgalá, provincia de Catamarca , empresa de Samuel Fisher Lafone. Durante ese tiempo llevó a cabo diversos experimentos e investigaciones que le permitieron determinar qué especies de alcaloides podía extraerse del quebracho blanco, un árbol robusto apreciado por la dureza de su madera.
Luego de eso se abocó al estudio de la botánica y sus logros le permitieron publicar, en 1881, el "Catálogo razonado de las plantas medicinales", especialmente de la zona de la Provincia de Catamarca.
En la década de 1880 se mudó a Tucumán, donde fundó el Ingenio La Trinidad. Alrededor de 1885 dirigió la Oficina Química Municipal de la capital de la provincia, allí fue mentor de Miguel Lillo.
Schickendantz también se interesó por los temas relacionados con la cultura y el lenguaje de Argentina y se dedicó al estudio de la filología y la arqueología.
En 1896, Francisco P. Moreno lo designó como químico del Museo de La Plata y más tarde trabajó como profesor de agronomía.
Sus múltiples conocimientos e investigaciones se tradujeron en importantes avances tecnológicos aplicables a los ingenios de la industria azucarera tucumana, como así también a la industria tintorera.
Entre sus diversas obras figura una colaboración con su compatriota alemán Germán Burmeister, estudioso de la ciencia también radicado en la Argentina, titulada "Physikalisch-geographische Skizze des nordwestlichen Theiles der Argentinischen Provinzen von Tucuman und Catamarca".
Friedrich Schickendantz falleció en 1896 en Buenos Aires.

## Honores

### Eponimia
Género
- (Alstroemeriaceae) Schickendantzia (Speg.) Pax[1]

- (Liliaceae) Schickendantziella Speg.[2]

Especies
- Gymnocalycium schickendantzii
- Echinopsis schickendantzii
- Trichocereus schickendantzii
- Opuntia schickendantzii
- Bulnesia schickendantzii
- Euphorbia schickendantzii